# Katarina Kolar
Katarina Kolar (* 25. November 1989 in Bogilice, SFR Jugoslawien; heute Bosnien und Herzegowina) ist eine kroatische Fußballspielerin.

## Karriere

### Verein
Kolar gab in der Saison 2005/06 ihr Senior-Debüt für den ŽNK Osijek in der Prva HNL za žene. Durch konstante Leistungen für Osijek wurde die zur Nationalspielerin Kroatiens und wechselte im Januar 2010 nach Österreich zum SK Austria Kärnten. Nach einem halben Jahr bei Austria Kärnten kehrte sie nach Kroatien zurück und unterschrieb beim ŽNK Plamen Križevci. Kolar spielte die Saison 2010/11 für ŽNK Plamen Križevci und wechselte zum Start der Saison 2011/12 zum aktuellen Meister ŽNK Dinamo-Maksimir. Nachdem sie in zwei Spielzeiten für ŽNK Dinamo-Maksimir 15 Tore in 18 Spielen erzielt hatte, wechselte sie im Sommer 2013 zum polnischen Erstligisten Zagłębie Lubin. Nach einer Spielzeit bei Zagłębie Lubin, in der sie in 16 Spielen 14 Tore erzielte, wechselte sie zum deutschen Bundesliga-Absteiger BV Cloppenburg.

### Nationalmannschaft
Kolar spielte ihr A Länderspiel-Debüt am 22. Oktober 2006 gegen die Mazedonische Fußballnationalmannschaft der Frauen. Sie absolvierte 33 Länderspiele und erzielte elf Tore.